# Uclés (kommunhuvudort)
Uclés är en kommunhuvudort i Spanien.   Den ligger i provinsen Provincia de Cuenca och regionen Kastilien-La Mancha, i den centrala delen av landet, 90 km sydost om huvudstaden Madrid. Uclés ligger 846 meter över havet och antalet invånare är 276.
Terrängen runt Uclés är platt, och sluttar västerut. Runt Uclés är det mycket glesbefolkat, med 6 invånare per kvadratkilometer. Närmaste större samhälle är Tarancón, 12,8 km väster om Uclés. Trakten runt Uclés består till största delen av jordbruksmark.